# Таврійський провулок (Київ)
Таврі́йський прову́лок — провулок у Подільському районі міста Києва, місцевість Біличе поле. Пролягає від Білицької до Полкової вулиці. 
Прилучається Паркова вулиця.

## Історія
Провулок виник у середині XX століття під назвою Нова вулиця. Сучасна назва — з 1955 року.